# Descendants 3
Descendants 3 (prt: Os Descendentes 3; bra: Descendentes 3) é uma continuação do segundo filme de Descendants do Disney Channel que estreou a 2 de agosto de 2019. Uma continuação em formato animado, Descendants: The Royal Wedding, estreou a 13 de agosto de 2021.
O filme é protagonizado por Dove Cameron, Booboo Stewart, Cameron Boyce, Sofia Carson, China Anne McClain, Cheyenne Jackson, Jadah Marie e Sarah Jeffery.

## Elenco
- Dove Cameron como Mal, filha de Maléfica/Malévola e Hades
- Cameron Boyce como Carlos, filho de Cruella de Vil
- Sofia Carson como Evie, filha da Rainha Má
- Booboo Stewart como Jay, filho de Jafar
- Mitchell Hope como Rei Ben, rei de Auradon e filho de Bela e Monstro/Fera
- Sarah Jeffery como Princesa Audrey, filha de Aurora e Príncipe Phillip[4]
- Brenna D'Amico como Jane, filha da Fada Madrinha
- Melanie Paxson como Fada Madrinha, a diretora da Preparatória de Auradon e mãe de Jane
- Thomas Doherty como Harry Gancho, filho de Capitão Gancho
- Dylan Playfair como Gil, filho de Gaston
- Zachary Gibson como Doug, filho de Dunga/Mudo
- Jedidiah Goodacre como Chad Encantado, filho de Cinderela e Príncipe Encantado
- Anna Cathcart como Dizzy Tremaine, filha de Drizella Tremaine e neta de Lady Tremaine[5]
- Jadah Marie como Celia, a filha de Dr. Facilier[5][6]
- Dan Payne como Monstro/Fera, marido de Bela e pai de Ben
- Keegan Connor Tracy como Bela, mulher de Monstro/Fera e mãe de Ben
- Bobby Moynihan como a voz de Dude, o cão de Carlos que ganhou o poder da fala em Descendants 2
- Cheyenne Jackson como Hades, rei do submundo e pai de Mal[7][8]
- China Anne McClain como Uma, filha de Ursula

Adicionalmente, Judith Maxie volta a interpretar a Rainha Leah, avó da Princesa Audrey, do primeiro filme Descendants. Christian Convery and Luke Roessler interpretam Squeaky and Squirmy, os filhos gémeos de Barrica/Sr. Smee. Também aparecem Jamal Sims como Dr. Facilier, o pai de Celia; Linda Ko, que interpreta Lady Tremaine, a avó de Dizzy, após lhe ter dado voz no segundo filme Descendants; e Faustino Di Bauda como Barrica/Sr. Smee, o pai dos gémeos Squeaky e Squirmy.

### Dobragem portuguesa
O elenco de dobragem é constituído por:
- Raquel Ferreira dá voz a Mal
- André Raimundo dá voz a Carlos
- Carla Mendes dá voz a Evie
- Salvador Nery dá voz a Jay
- Luís Lobão dá voz a Ben
- Catarina Mago dá voz a Audrey
- Diana Nicolau dá voz a Jane
- Ana Vieira dá voz a Fada Madrinha
- Pedro Leitão dá voz a Harry
- Romeu Vala dá voz a Gil
- Beatriz Bernardo dá voz a Dizzy
- Beatriz Frazão dá voz a Celia
- Luís Lucena dá voz a Doug
- Afonso Lagarto dá voz a Chad
- José Neves dá voz a Monstro
- Ana Catarina Afonso dá voz a Bela
- Rui Luís Brás dá voz a Dude
- João Vicente dá voz a Hades
- Ana Rita Tristão dá voz a Uma
- Elsa Galvão dá voz a Rainha Leah
- Filipa Ferreira dá voz a Squeaky
- Beatriz Sousa dá voz a Squirmy
- Maria Camões dá voz a Lady Tremaine
- Ricardo Monteiro dá voz a Dr. Facilier
- Peter Michael dá voz a Barrica e a um repórter
- Alexandre Carvalho dá voz a Soldado
- Ana Cloe dá voz a Rapaz do jornal

Dobrado nos estúdios PTSDI Media. Carlos Macedo está a cargo da direção de dobragem e André Lopes da Silva da tradução de diálogos.

## Banda sonora
Descendants 3 (Original TV Movie Soundtrack) é a banda sonora oficial do filme, que foi lançada a 02 de agosto de 2019 nas plataformas digitais, como o Deezer e o iTunes.
| N.º | Título                          | Artista(s) | Duração |  |
| 1.  | "Good to Be Bad"                | Dove Cameron,Sofia Carson, Booboo Stewart, Cameron Boyce, Jadah Marie & Anna Cathcart | 3:47    |  |
| 2.  | "Queen of Mean"                 | Sarah Jeffery | 3:31    |  |
| 3.  | "Do What You Gotta Do"          | Dove Cameron & Cheyenne Jackson | 3:02    |  |
| 4.  | "Night Falls"                   | Dove Cameron, Sofia Carson, Booboo Stewart, Cameron Boyce, Thomas Doherty, China Anne McClain & Dylan Playfair                                                                           | 3:32    |  |
| 5.  | "One Kiss"                      | Sofia Carson, Dove Cameron & China Anne McClain | 2:35    |  |
| 6.  | "My Once Upon a Time"           | Dove Cameron | 3:09    |  |
| 7.  | "Break This Down"               | Dove Cameron, Sofia Carson, Booboo Stewart, Cameron Boyce, China Anne McClain, Mitchell Hope, Thomas Doherty,Dylan Playfair, Sarah Jeffery, Jadah Marie, Brenna D'Amico & Zachary Gibson | 3:41    |  |
| 8.  | "Dig a Little Deeper"           | China Anne McClain | 2:57    |  |
| 9.  | "Did I Metion"                  | Mitchell Hope | 0:29    |  |
| 10. | "Rotten To The Core (D3 Remix)" | Dove Cameron, Sofia Carson, Booboo Stewart, Cameron Boyce, China Anne McClain, Thomas Doherty, Sarah Jeffery & Jadah Marie                                                               | 2:47    |  |
| 11. | "Happy Birthday"                | Sarah Jeffery | 0:36    |  |
| 12. | "VK Mashup"                     | Dove Cameron, Sofia Carson, Booboo Stewart & Cameron Boyce | 1:59    |  |
| 13. | "Descendants 3 Score Suite"     | David Lawrence | 5:01    |  |

## Produção
A 16 de fevereiro de 2018, o Disney Channel anunciou a terceira continuação de Descendants para o verão de 2019. O primeiro trailer foi lançado no dia 16 de fevereiro de 2018, durante o comercial do filme Zombies. O filme teve a direção de Kenny Ortega e o roteiro de Sara Patriott e Josann McGibbon. A 17 de fevereiro de 2018, os atores Dove Cameron, Sofia Carson, Cameron Boyce, Booboo Stewart, Mitchell Hope e China Anne McClain confirmaram voltar a representar os seus papeis de Mal, Evie, Carlos, Jay, Ben e Uma. Antes mesmo da confirmação oficial do filme, China Anne McClain, no filme anterior, chegou a falar de uma frase relacionada ao filme, e Anna Cathcart também, quando a sua personagem, Dizzy, recebeu uma carta, na qual estava escrito que ela iria para Auradon, confirmando indiretamente uma continuação do segundo filme, e a sua participação nele. Houve também a confirmação de Sarah Jeffery, como Audrey, no filme, após muitas fotos do elenco. A 4 de maio de 2018 a Disney confirma no elenco dois novos atores Jamal Terry-Sims como Dr. Facilier e Jadah Marie como sua filha Celia Facilier.
Os ensaios e as pré-gravações do filme começaram a 23 de maio de 2018, em Vancouver, Colombia Britânica, Canada. As gravações começaram a 25 de maio de 2018 e terminaram a 18 de julho de 2018.
Foi anunciado como o último filme da saga Descendants.